# Hajiabad (Ardabil)
Hajiabad (persiska: حاجی‌آباد) är en by i nordvästra Iran. Den ligger i provinsen Ardabil, 2 774 meter över havet.
Närmaste större samhälle är Saqqāvāz, 9 km åt väster.